# Bijzondere opsporingsbevoegdheden
In Nederland zijn de bijzondere opsporingsbevoegdheden van de politie geregeld in Boek 1 Titel IVA van het Wetboek van Strafvordering. Ze zijn hieraan toegevoegd door de Wet van 27 mei 1999 tot wijziging van het Wetboek van Strafvordering in verband met de regeling van enige bijzondere bevoegdheden tot opsporing en wijziging van enige andere bepalingen (bijzondere opsporingsbevoegdheden), ook genoemd de Wet BOB. De Wet BOB is uiteindelijk op 1 februari 2000 in werking getreden. Deze wet is in belangrijke mate gebaseerd op de bevindingen van de Parlementaire enquêtecommissie opsporingsmethoden.
De zogenoemde Bijzondere opsporingsdiensten hebben geen algemene opsporingsbevoegdheden maar een bijzondere opsporingsbevoegdheid.

## Bijzondere opsporingsmethoden
De wet regelt de volgende bijzondere opsporingsmethoden:
- observatie: het stelselmatig volgen van een persoon of het stelselmatig waarnemen van diens aanwezigheid of gedrag, bijvoorbeeld met een verborgen camera
- infiltratie: deelnemen of medewerking verlenen aan een groep van personen waarbinnen naar redelijkerwijs kan worden vermoed misdrijven worden beraamd of gepleegd
- pseudo-koop of -dienstverlening: goederen afnemen van of diensten verlenen aan de verdachte
- stelselmatige inwinning van informatie: stelselmatig informatie inwinnen over een verdachte zonder dat kenbaar is dat dit door een opsporingsambtenaar wordt gedaan
- bevoegdheden in een besloten plaats ('inkijken'): zonder toestemming van de rechthebbende een besloten plaats, niet zijnde een woning, betreden, dan wel een technisch hulpmiddel aanwenden, teneinde:
  - die plaats op te nemen,
  - aldaar sporen veilig te stellen, of
  - aldaar een technisch hulpmiddel te plaatsen, teneinde de aanwezigheid of verplaatsing van een goed vast te kunnen stellen
- opnemen van vertrouwelijke communicatie met een technisch hulpmiddel
- onderzoek van telecommunicatie: opnemen met een technisch hulpmiddel van niet voor het publiek bestemde communicatie via de telecommunicatie-infrastructuur of via een telecommunicatie-inrichting die wordt aangewend voor dienstverlening aan het publiek (bijvoorbeeld internettap, telefoontap)

Onder infiltratie valt ook het plegen van strafbare feiten door een undercoveragent in het belang van zijn geloofwaardigheid.

## Uitgangspunten van de wet
- De georganiseerde criminaliteit onderscheidt zich van de traditionele criminaliteit doordat op stelselmatige wijze misdrijven worden gepleegd die veelal verborgen blijven. Dit vraagt om aanvullende opsporingsmethoden. De politie hoeft dan niet te wachten tot er een aangifte binnenkomt, maar kan zelf actief op onderzoek gaan en een beeld krijgen van de criminele organisatie zodat duidelijk wordt wie waarvoor vervolgd dient te worden.
- De aanvullende opsporingsmethoden zijn bijzonder omdat ze
  - een groot risico inhouden voor de integriteit en beheersbaarheid van de opsporing, of
  - een inbreuk maken op de vrijheid of andere grondrechten van burgers.(proportionaliteit is hier van belang)
- De bijzondere opsporingsbevoegdheden dienen goed te zijn geregeld qua inhoud, procedure en controle omdat ze uitsluitend voor de bestrijding van georganiseerde criminaliteit en de opsporing van bepaalde ernstige misdrijven mogen worden ingezet.

## Belangrijke voorwaarden
- Het Openbaar Ministerie bepaalt wanneer en op welke wijze de bijzondere bevoegdheden door de politie mogen worden ingezet.
- Er moet een verdenking zijn van bepaalde ernstige misdrijven, er moet een redelijk vermoeden zijn dat in georganiseerd verband misdrijven worden beraamd of gepleegd die een ernstige inbreuk op de rechtsorde opleveren of er moeten aanwijzingen zijn dat een terroristisch misdrijf wordt gepleegd. Dit laatste is pas recent mogelijk gemaakt door de wet Verruiming mogelijkheden tot opsporing en vervolging van terroristische misdrijven.
- Voor de telefoontap en het opnemen van vertrouwelijke communicatie heeft de officier van justitie een machtiging nodig van de rechter-commissaris.
- De officier van justitie geeft vooraf toestemming voor het plegen van strafbare feiten door een undercoveragent. De agent wordt hierdoor gevrijwaard van vervolging voor deze strafbare feiten.
- Uitlokking is verboden: een undercoveragent mag iemand niet tot andere strafbare feiten brengen dan wat hij al van plan was.

## België
In België vallen de bijzondere opsporingsmethoden onder de strenge regeling van de wet van 6 januari 2003.